# كوليت (فلم 2018)
كوليت هو فيلم من نوع سيرة ذاتية ودراما أُصدر في 20 يناير 2018. الفيلم من إنتاج Number 9 Films ‏ وكيلر فيلمز ‏ وبلود فيلمز ‏، ومن توزيع بليكر ستريت ‏ وأفلام ليونزغيت، وهو من إخراج واش ويستمورلاند، أما السيناريو فكان من كتابة واش ويستمورلاند وRebecca Lenkiewicz ‏ وريتشارد جلاتزر.

## القصة
تقع أحداث الفيلم في فرنسا. وقصة الفيلم الرئيسية حول كوليت.

## طاقم التمثيل
- جوليان وادام [الإنجليزية]‏
- اليانور توملينسون
- عائشة هارت
- ريبيكا روت
- Jake Graf [الإنجليزية]‏
- دومينيك واست
- كيرا نايتلي
- دينيس جوج
- Polina Litvak ‏
- فيونا شو
- روبرت بف

## الإنتاج
موسيقى الفيلم التصويرية كانت من تأليف توماس أديس.

## وصلات خارجية
- مقالات تستعمل روابط فنية بلا صلة مع ويكي بيانات

لا توجد روابط لمواقع التواصل الاجتماعي.